# Richard Moore (Segler)
Richard Fulton Moore (* 11. August 1910 in San Bernardino; † 16. November 2005 in Newport Beach) war ein US-amerikanischer Segler.

## Erfolge
Richard Moore, der für den California Yacht Club segelte, wurde 1932 in Los Angeles bei den Olympischen Spielen in der 8-Meter-Klasse Olympiasieger. Er war Crewmitglied des von Skipper Owen Churchill angeführten Bootes Angelita, das sämtliche vier Wettfahrten gewann und damit vor dem einzigen anderen Boot, der Santa Maria aus Kanada, den ersten Platz belegte. Bei den Ausscheidungswettkämpfen für die Spiele war Moore Crewmitglied von Pierpont Davis gewesen, der hinter Owen Churchill Zweiter wurde. Churchill nahm sämtliche Crewmitglieder Davis’ als Ersatzmänner zu den Spielen mit und setzte diese auch bei einzelnen Wettfahrten ein, sodass neben Moore, Churchill und Davis auch John Biby, Alphonse Burnand, Thomas Webster, William Cooper, Karl Dorsey, John Huettner, Alan Morgan, Kenneth Carey und Robert Sutton die Goldmedaille erhielten.
Moore studierte Politikwissenschaften an der University of California, Los Angeles. Er besuchte auch die Stanford Law School, brachte das Studium aber nicht zu Ende. Im Zweiten Weltkrieg diente er als technischer Offizier im Pazifikkrieg und verblieb in der United States Navy Reserve als Bataillonsführer. Nach dem Krieg betätigte er sich als selbstständiger Immobilienmakler.